# St. Laurentius (Leipzig-Leutzsch)

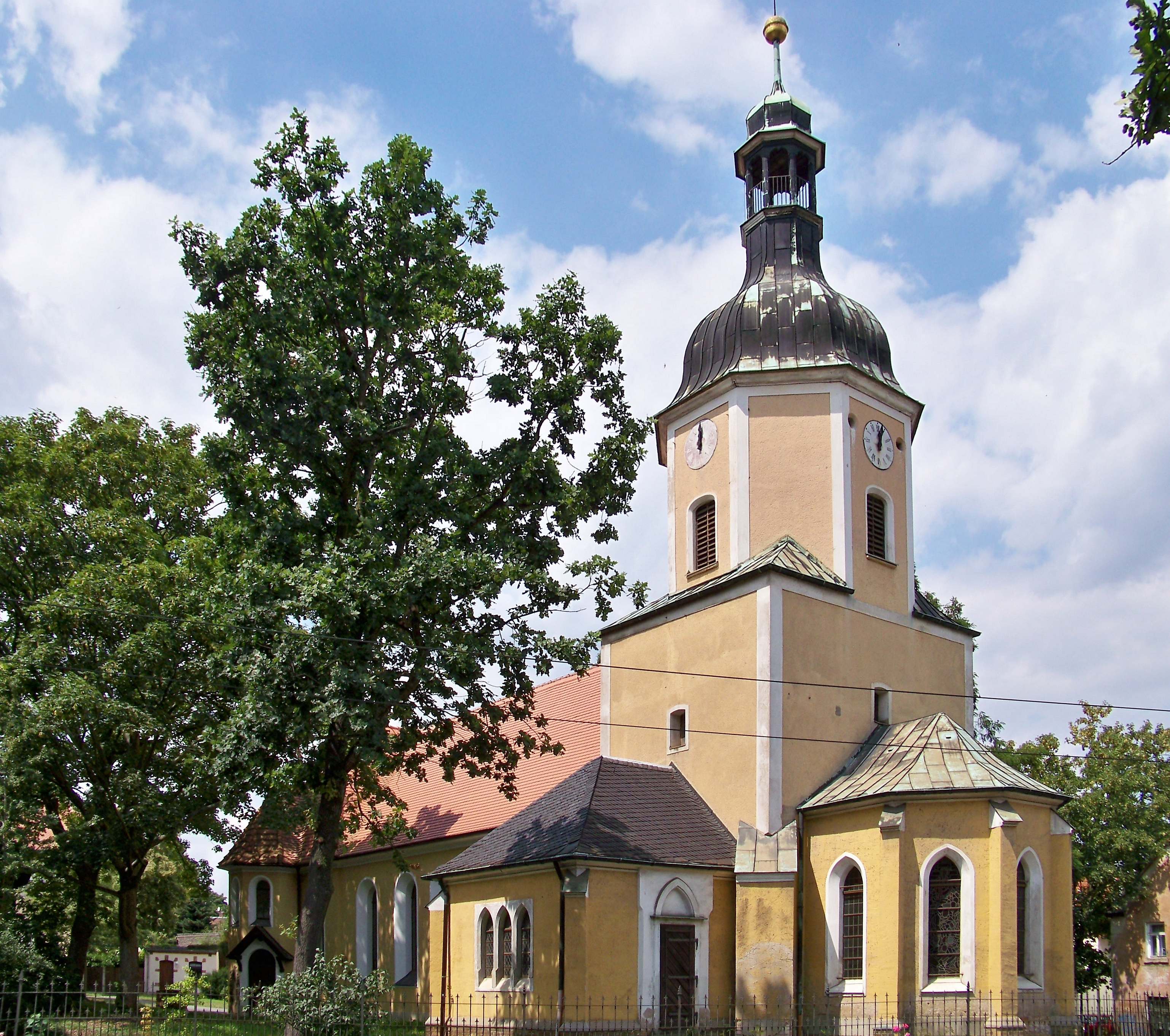
Leutzscher Kirche 2009

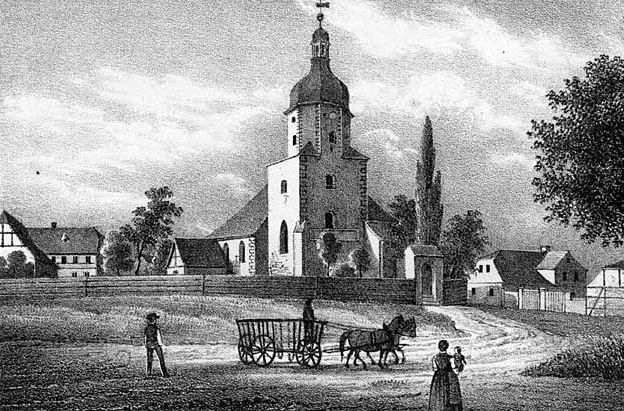
Dorfkirche von Leutzsch um 1850

Die Laurentiuskirche ist eine ehemalige Dorfkirche im heutigen Leipziger Stadtteil Leutzsch.

## Geschichte
1397 wurde eine Kapelle an der Stelle der heutigen Leutzscher Kirche zur Pfarrkirche erhoben und dem heiligen Laurentius geweiht. Der älteste erhaltene Teil des heutigen Baus ist der untere Teil des Chorturms. Das Sternrippengewölbe im Turmuntergeschoss stammt aus dem 15. Jahrhundert.
In der ersten Hälfte des 16. Jahrhunderts wurde die Leutzscher Kirchgemeinde evangelisch. Das heutige achteckige obere Turmgeschoss mit der barocken welschen Haube entstand 1689. 1852 und 1890 wurde das Kirchenschiff grundlegend erneuert. Bei letzterem Umbau erhielt es eine weitere Fensterachse, eine polygonale Apsis und eine Sakristei an der Südseite. Die Kanzel und der Taufstein stammen ebenfalls aus diesem Umbau. 1900 musste der Innenraum für die zuvor erworbene neue, größere Orgel wiederum erweitert werden. Die bisherige Flachdecke wurde durch ein flaches Tonnengewölbe ersetzt und das Schiff erhielt einen Westbau mit zwei flankierenden polygonalen Treppentürmen. Im 20. Jahrhundert fanden weitere Arbeiten an der Kirche statt. Am gravierendsten war die Entfernung der Seitenemporen 1961.

## Ausstattung
Der Flügelaltar mit sieben Schnitzfiguren entstand Anfang des 16. Jahrhunderts. Im Mittelschrein sind die Pestheiligen Rochus, Sebastian und Antonius dargestellt. Die Flügel zeigen links Wolfgang und Laurentius, rechts Maria und Elisabeth. Möglicherweise wurde der Altar anlässlich der Pestepidemie 1520 aufgestellt. Die Predella mit einer Darstellung des Schweißtuchs der Veronika wurde im Rahmen einer Restaurierung 1933 angefügt.
Die beiden Bleiglasfenster im Chor entstanden 1949 nach Entwürfen von Paula Jordan.
Die drei Glocken der Laurentiuskirche stammen aus dem Jahr 1953. Sie sind Maria, Katharina und Susanna geweiht.
Die Grabsteine an den Außenmauern der Kirche sind aus dem 18. Jahrhundert und standen ursprünglich auf dem Kirchhof.

## Orgel
Die pneumatische Orgel der Dresdner Firma Jehmlich wurde 1900 aufgestellt (s. Vertrag) und 2002 generalüberholt. Sie besitzt 19 Register auf zwei Manualen und Pedal. 2024/2025 wurde die Orgel von Jehmlich erneut renoviert und in der Disposition des Oberwerks leicht verändert. Seit Juni 2025 ist das Instrument wieder spielbereit.
Disposition:
| I Manual C–f3        |     |
| Bordun               | 16′ |
| Principal            | 8′  |
| Flöte                | 8′  |
| Dolce                | 8′  |
| Gambe                | 8′  |
| Octave               | 4′  |
| Gemshorn             | 4′  |
| Octave               | 2′  |
| Mixtur II–III        |     |
| Trompete (seit 1910) | 8′  |

| II Manual C–f3       |       |
| Geigenprincipal      | 8′    |
| Lieblich Gedackt     | 8′    |
| Rohrflöte            | 4′    |
| Nasat                | 2 ⁄3′ |
| Waldflöte            | 2′    |
| Zimbel II (bis 2024) |       |

| Pedal C–d1 |     |
| Subbass    | 16′ |
| Violonbass | 16′ |
| Oktavbass  | 8′  |

- Koppeln: II/I, I/P, II/P, Oktavkoppel

### Zur Geschichte der Orgeln von St. Laurentius
Die Anfänge der Orgeln in Leutzsch liegen im Dunkeln. Aus Akten von 1727 geht hervor, dass es ein Instrument von 1620/21 gegeben haben muss, das 1671 repariert worden war. 1727 übernahm der Rat der Stadt Leipzig für die erweiterte Kirche die Kosten für eine neue Orgel, „nachdem die alte orgel in d. Kirche zu Leitzsch nicht mehr könte repariret werden“. Die Orgel wurde von dem Leipziger Orgelbauer David Apitzsch 1729 erbaut und vom Universitätsorganisten Johann Gottlieb Görner am 30. November 1729 examiniert. Ein weiterer Orgelneubau wurde dann 1830 abgeschlossen. Nach mehreren Renovierungs- und Umbaumaßnahmen wurden Gutachter beauftragt, ob die bestehende Orgel repariert werden könnte. Es wurde dann ein Neubau beschlossen und Angebote mehrerer Firmen eingeholt (u. a. Ernst Röver, Haus-Neindorf; Gottfried Hildebrand, Leipzig). Die Wahl fiel auf Gebrüder Jehmlich, Dresden. Der Kontrakt datiert vom 10. Oktober 1900.
Die Orgelabnahme erfolgte am 19. Dezember 1900 durch den Gewandhausorganisten und Lehrer am Leipzig Conservatorium Paul Homeyer. Sein Bericht vom 20. Dezember 1900 ist positiv und schließt mit der Bemerkung: „So bezeichne ich denn, alles zusammenfassend, die neue Orgel in der Kirche zu Leutzsch als ein in jeder Hinsicht vollkommenes, wohlgelungenes Werk, das der Kirche zur Zierde, der Gemeinde zur Freude und den Erbauern zur Ehre gereichen wird.“ Manuael II enthielt 1900 die Register Geigenprincipal 8′, Lieblich Gedackt 8′, Violine 8′, Aeoline 8′, Fugara 4′ und Rohrflöte 4′.
Ab 1908 wurde dann bereits über Veränderungen in der Disposition verhandelt (1910: Einbau Trompete 8; Einrichtung des 2. Manuals als Schwellwerk). Weitere Veränderungen an der Disposition des Manuals II hinsichtlich einer deutlichen Neobarockisierung mit Aliquotregistern folgten.
Im Ersten Weltkrieg wurden die „Orgelprospekt-Zinnpfeifen“ beschlagnahmt, Ersatzmaterial aus „Zinkblech“ wurde 1918 durch Jehmlich bei der „Metall-Mobilmachungsstelle“ im Kriegsministerium in Berlin beantragt.

## Trivia
2024 drehte die Leipziger Filmemacherin Anna Schmidt in der Kirche für ihre Fernsehdokumentation Kirche und die AfD.